# 膀胱鏡
膀胱鏡（ぼうこうきょう、英: cystoscope/cystoscopy）とは、尿道～膀胱等を観察する内視鏡器具、もしくは手技のこと。従来の硬性膀胱鏡は侵襲の強い検査・治療であるため、尿閉や尿線細小化、頻尿、血尿といった症状のみで行われることは少ないが、軟性膀胱鏡が開発され膀胱内の検査等では痛みが格段に少ない軟性膀胱鏡が使用されている。

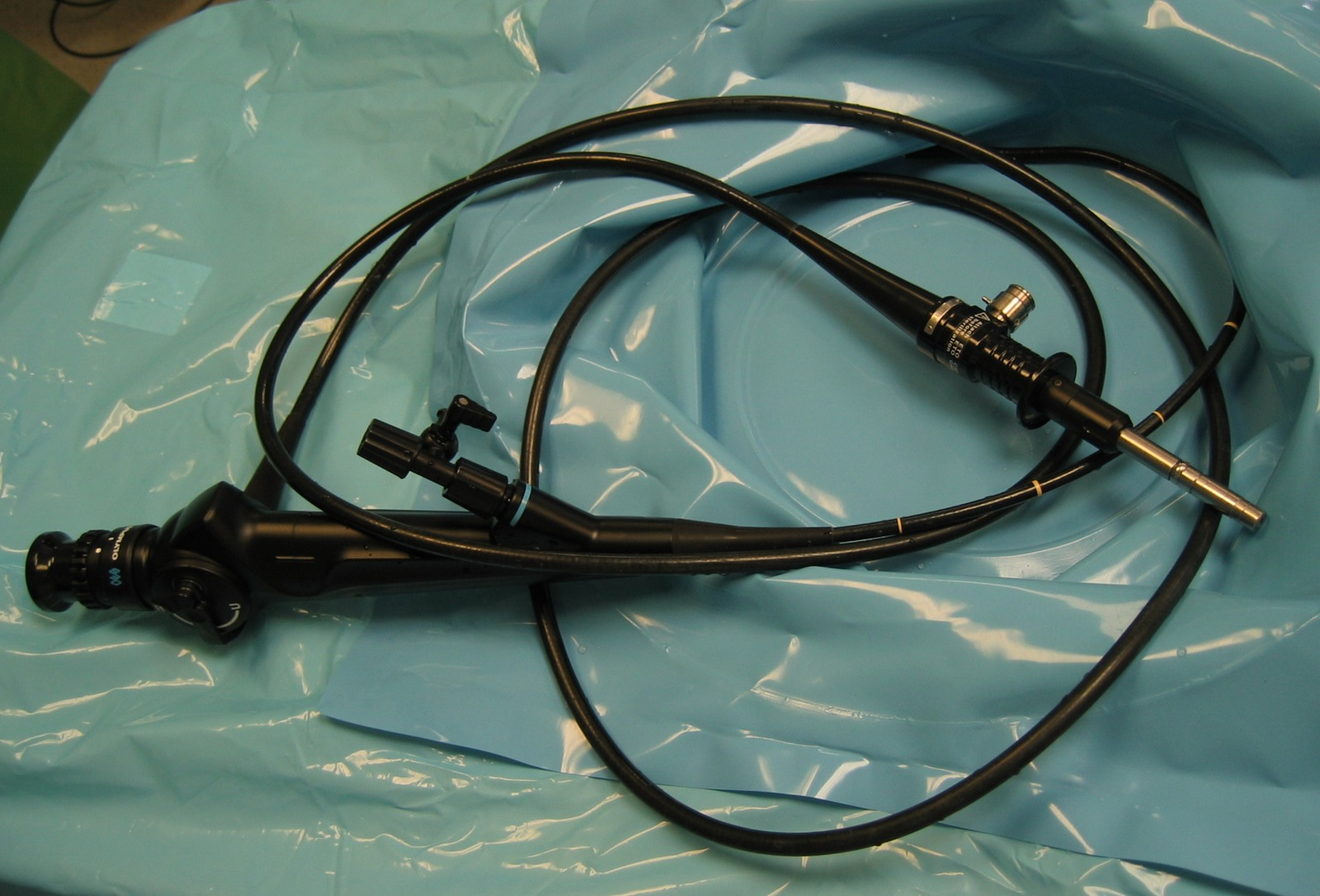

## 適応となる疾患
- 尿管結石による水腎症の治療
- 膀胱癌の生検・治療
- 膀胱頚部硬化症の治療
- 尿管・尿道の狭窄の治療

## 膀胱鏡を用いて行われる内視鏡手術
- 経尿道的前立腺切除術（TUR-P）
- 経尿道的膀胱腫瘍切除術（TUR-BT）
- 尿管拡張術・ステント留置術
- 尿道拡張術・ステント留置術

## 合併症
- TUR反応